# Kusuma Wardhani
Kusuma Wardhani, née le 20 février 1964 à Makassar (Sulawesi du Sud) et morte le 12 novembre 2023 dans la même ville, est une archère indonésienne.

## Biographie
Aux Jeux olympiques d'été de 1988 à Séoul, Kusuma Wardhani remporte la médaille d'argent par équipe avec Nurfitriyana Saiman et Lilies Handayani.